# Виноградов, Игорь Алексеевич
И́горь Алексе́евич Виногра́дов (род. 1958) — российский литературовед, специалист по истории русских литературы и искусства первой половины XIX века, автор ряда публикаций о жизни, творчестве и окружении Николая Гоголя. Доктор филологических наук, главный научный сотрудник Института мировой литературы им. А. М. Горького Российской академии наук в Москве.

## Биография
В 1989 году окончил МГУ им. М. В. Ломоносова; в 1992 году — основную очную аспирантуру ИМЛИ им. А. М. Горького; в 2002 г. — основную очную докторантуру ИМЛИ им. А. М. Горького РАН.
Кандидатская диссертация: «Художественное миросозерцание Н. В. Гоголя второй половины 1840-х годов» (1995), докторская диссертация: «Поэма Н. В. Гоголя „Мертвые души“: Проблемы интерпретации и текстологии» (2003).
Член Ученого совета ИМЛИ РАН. Секретарь Гоголевской комиссии при Научном совете РАН «История мировой культуры», ответственный редактор ежегодника «Гоголевский вестник».
Заместитель главного редактора журнала «Два века русской классики» ИМЛИ им. А. М. Горького РАН. Член редколлегии журнала «Вестник РФФИ. Гуманитарные и общественные науки».
Председатель Экспертного совета по филологии и искусствоведению Российского фонда фундаментальных исследований. Эксперт РНФ и РАН.
Член диссертационного совета Д. 002.209.02 по специальностям «Русская литература», «Теория литературы, текстология» при ИМЛИ им. А. М. Горького РАН.
Руководитель исследовательских и издательских проектов: «Гоголь — художник и мыслитель. Христианские основы миросозерцания»; «Н. В. Гоголь в забытых и неизвестных свидетельствах современников»; «Полное собрание писем к Н. В. Гоголю»; «Тарас Бульба. Автографы, прижизненные издания. Историко-литературный и текстологический комментарий»; «Гоголь в воспоминаниях, дневниках, переписке современников. Полный систематический свод документальных свидетельств. Научно-критическое издание. В трех томах» и др.

## Награды
- 2003 — премия Союза писателей России за монографию «Гоголь — художник и мыслитель»
- 2003 — благодарность Фонда по премиям памяти Митрополита Московского и Коломенского Макария (Булгакова) за книгу «Александр Андреевич Иванов в письмах, документах, воспоминаниях»
- 2010 — орден прп. Нестора Летописца I степени (указ Блаженнейшего митрополита Киевского Владимира) за издание Полного собрания сочинений и писем Н. В. Гоголя в 17 т.
- 2010 — грамота Патриарха Московского и всея Руси Кирилла за издание Полного собрания сочинений и писем Н. В. Гоголя в 17 т.
- 2014 — премия Союза писателей России за трехтомное издание «Гоголь в воспоминаниях, дневниках, переписке современников»
- 2019 — премия имени А. С. Пушкина РАН за «Летопись жизни и творчества Н. В. Гоголя»
- 2019 — диплом Всероссийской историко-литературной премии «Александр Невский» за «Летопись жизни и творчества Н. В. Гоголя»

## Избранные научные публикации

### Монографии и подготовка к изданию
Гоголь Н. В. Собр. соч.: В 9 т. <7 кн.> / Сост., сопроводит. статьи и коммент. В. А. Воропаева, И. А. Виноградова. М.: Русская книга, 1994.
- Гоголь — художник и мыслитель: Христианские основы миросозерцания. К 150-летию со дня смерти Н. В. Гоголя. М.: ИМЛИ РАН, Наследие, 2000. 448 с.
- Александр Иванов в письмах, документах, воспоминаниях. Научное издание. М.: ИД «XXI век — Согласие», 2001. 776 с.
- Неизданный Гоголь. М.: ИМЛИ РАН, Наследие, 2001. 600 с.
- Гоголь Н. В. Тарас Бульба. Автографы, прижизненные издания. Историко-литературный и текстологический комментарий. Издание подготовил И. А. Виноградов. М.: ИМЛИ РАН, 2009. 696 с.
- Гоголь Н. В. Полн. собр. соч. и писем: В 17 . <15 кн.>. Сост., подгот. текстов, сопроводит. статьи и коммент. И. А. Виноградова, В. А. Воропаева. М.; Киев: Изд-во Московской Патриархии, 2009—2010.
- Гоголь в воспоминаниях, дневниках, переписке современников. Полный систематический свод документальных свидетельств. Научно-критическое издание. В 3 т. М.: ИМЛИ РАН, 2011—2013.
- Гоголь в Нежинской гимназии высших наук: Из истории образования в России. М.: ИМЛИ РАН, 2015. 352 с.
- Летопись жизни и творчества Н. В. Гоголя (1809—1852). С родословной летописью (1405—1808). В 7 т. М.: ИМЛИ РАН, 2017—2018.
- Страсти по Гоголю. О духовном наследии писателя. Научно-популярное издание. М.: Вече, 2018. 320 с.

### Публикации Web of Science / Scopus
- Эволюция текста: авторский комментарий Н. В. Гоголя к поэтике комедии «Ревизор» // Проблемы исторической поэтики. 2020. Т. 18. № 1. С. 146—174. DOI: 10.15393/j9.art.2020.7202
- Концепт закона в творчестве Н. В. Гоголя // Проблемы исторической поэтики. 2020. Т. 18. № 2. С. 64-86. DOI: 10.15393/j9.art.2020.7942
- Мифы о смерти Н. В. Гоголя: источники, становление, поэтика // Проблемы исторической поэтики. 2020. Т. 18. № 4. С. 99-137. DOI: 10.15393/j9.art.2020.7762
- Знакомые Н. В. Гоголя в круге общения К. Маркса: к истории одного знакомства // Studia Litterarum. 2019. Т. 4. № 1. С. 236—249. DOI: 10.22455/2500-4247-2019-4-1-236-249
- «Лишние люди» в русской литературе: слово Гоголя // Studia Litterarum. 2019. Т. 4. № 3. С. 188—209. DOI: 10.22455/2500-4247-2019-4-3-188-209
- Образ монарха-наставника в творчестве Н. В. Гоголя // Проблемы исторической поэтики. 2019. Т. 17. № 2. С. 111—134. DOI: 10.15393/j9.art.2019.6202
- Эсхатология комедии Н. В. Гоголя «Ревизор» // Проблемы исторической поэтики. 2019. Т. 17. № 4. С. 68-90. DOI: 10.15393/j9.art.2019.5801
- Ю. Ф. Самарин как неизвестный адресат «Выбранных мест из переписки с друзьями» Н. В. Гоголя. К 200-летию мыслителя-славянофила // Вестник славянских культур. 2019. Т. 54. С. 197—212
- Гоголь и западное славянофильство: К постановке проблемы // Studia Litterarum. 2017. № 4. С. 182—207. DOI: 10.22455/2500-4247-2017-2-4-182-207

### Статьи
- Художник и власть. Н. В. Гоголь и цензурная политика XIX—XX вв. // Два века русской классики. 2021. Т. 3. № 1. С. 40-111. DOI https://doi.org/10.22455/2686-7494-2021-3-1-40-111
- «Предуведомление для тех, которые пожелали бы сыграть как следует „Ревизора“» Н. В. Гоголя: новая датировка // Stephanos. 2021. № 3(47). С. 42-56.
- Славянофильство и западничество в споре о поэме Н. В. Гоголя «Мертвые души»: невостребованное и забытое // Два века русской классики. 2020. Т. 2. № 1. С. 62-153. DOI: 10.22455/2686-7494-2020-2-1-62-153.
- Послужной список Городничего в «Ревизоре». К характеристике политических взглядов Н. В. Гоголя // Литературный факт. 2020. № 1(15). С. 237—282. DOI: 10.22455/2541-8297-2020-15-237-282.
- Н. В. Гоголь и законы Российской Империи: к единству наследия писателя // Два века русской классики. 2020. Т. 2. № 2. С. 66-133. DOI: 10.22455/2686-7494-2020-2-2-66-133.
- Лечение и смерть Н. В. Гоголя: факты и вымыслы // Два века русской классики. 2020. Т. 2. № 3. С. 6-41. DOI: 10.22455/2686-7494-2020-2-3-6-41.
- Малороссия и Великороссия в сатире Н. В. Гоголя // Вестник Костромского государственного университета. 2020. № 3. С. 128—133. DOI: 10.34216/1998-0817-2020-26-3-128-133.
- Психологизм Н. В. Гоголя // Два века русской классики. 2020. Т. 2. № 4. С. 6-73. DOI: 10.22455/2686-7494-2020-2-4-6-73.
- О мнимом ничтожестве литературы русской и добросовестности её комментаторов // Неутомимые странники. Сборник статей к 80-летнему юбилею докторов филологических наук, профессоров Костромского государственного университета Ю. В. Лебедева и В. В. Тихомирова / науч. ред. Н. Г. Коптелова; отв. ред. А. К. Котлов. Министерство науки и высшего образования Российской Федерации. Кострома: Костромской гос. ун-т, 2020. С. 4-8.
- Религиозный замысел комедии Н. В. Гоголя «Игроки» // Литературный процесс в России XVIII—XIX вв. Светская и духовная словесность / Институт мировой литературы им. А. М. Горького РАН; отв. ред. М. И. Щербакова, В. Г. Андреева. М.: ИМЛИ РАН, 2020. Вып. 2. С. 126—158. DOI: 10.22455/Lit.pr.2020-2-126-158.
- Н. В. Гоголь и А. А. Иванов в работе над картиной «Явление Мессии» // Литературный процесс в России XVIII—XIX вв. Светская и духовная словесность / Институт мировой литературы им. А. М. Горького РАН; отв. ред. М. И. Щербакова, В. Г. Андреева. М.: ИМЛИ РАН, 2020. Вып. 2. С. 159—176. DOI: 10.22455/Lit.pr.2020-2-159-176.
- Итальянское эссе Н. В. Гоголя // Русская литература в российско-итальянском диалоге XXI в.: Критика текста, поэтика, переводы / Отв. редакторы М. И. Щербакова, Дж. Гини. М.: ИМЛИ РАН, 2020. С. 76-96. DOI: 10.22455/978-5-9208-0643-7.
- Н. В. Гоголь в Одессе. Забытые свидетельства современников (письмо протоиерея Анатолия Корочанского и воспоминания Н. И. Савича) // Литературный факт. 2019. № 1(11). С. 403—415. DOI: 10.22455/2541-8297-2019-11-403-415.
- «Лишние люди» русской литературы: новое в школьной теме // Stephanos. 2019. № 3(35). С. 108—120. DOI: 10.24249/2309-9917-2019-35-3-108-120.
- Феномен западничества в славянофильстве: взгляд Гоголя // Литературный факт. 2019. № 2(12). С. 189—224. DOI: 10.22455/2541-8297-2019-12-189-224.
- Единственный автограф повести Н. В. Гоголя «Вий» // От истории текста к истории литературы. Научное издание / Отв. ред. М. И. Щербакова. М.: ИМЛИ РАН, 2019. С. 117—162.
- «Когда в товарищах согласья нет…» А. С. Пушкин, Н. В. Гоголь, С. С. Уваров // Два века русской классики. 2019. Т. 1. № 1. С. 34-103. DOI: 10.22455/2686-7494-2019-1-1-34-103.
- «Она ворочает вкусами целых толп…» Гоголь и журналистика 1820 х — 1840-х гг. // Гоголезнавчi студiï. Гоголеведческие студии / Нiжинський держ. ун-т iм. М. Гоголя; Iн-т лiтератури iм. Т. Г. Шевченка НАН України. Нiжин, 2019. Вып. 8(25). С. 19-106.
- Славянофил-государственник. Гоголь в движениях эпохи // Два века русской классики. 2019. Т. 1. № 2. С. 38-63. DOI: 10.22455/2686-7494-2019-1-2-36-61
- Князь В. Ф. Одоевский, Н. В. Гоголь и «Журнал Министерства Внутренних Дел»: К постановке проблемы // Литература и философия: От романтизма к XX веку. К 150-летию со дня смерти В. Ф. Одоевского / Отв. ред. и сост. Е. А. Тахо-Годи. М.: Водолей, 2019. С. 58-70.
- Монолог Гоголя в многоголосье «Женитьбы» // Проблемы исторической поэтики. 2018. Т. 16. № 1. С. 66-102. DOI: 10.15393/j9.art.2018.4781.
- Значение Рима в наследии Гоголя // Творчество Н. В. Гоголя в контексте европейских культур. Взгляд из Рима. Семнадцатые Гоголевские чтения. Сб. научных статей по материалам Междунар. научн. конф. Рим (Италия), 28 марта — 2 апреля 2017 г. / Департамент культуры г. Москвы; «Дом Гоголя — мемориальный музей и научная библиотека»; под общ. ред. В. П. Викуловой. М.; Новосибирск: Новосиб. изд. дом, 2018. С. 41-51.
- Винтажный код нашей культуры: Гоголь // Гоголезнавчi студiï. Гоголеведческие студии / Нiжинський держ. ун-т iм. М. Гоголя; Iн-т лiтератури iм. Т. Г. Шевченка НАН України. Нiжин, 2018. Вып. 7 (24). С. 24-32.
- Литературная проповедь Н. В. Гоголя: pro et contra // Проблемы исторической поэтики. 2018. Т. 16. № 2. С. 49-124. DOI: 10.15393/j9.art.2018.5181.
- «Отрекись от Пушкина!» Требовал ли этого от Гоголя протоиерей Матфей Константиновский? (Источниковедческий анализ) // Д. С. Мережковский: писатель — критик — мыслитель: Сб. статей / Ред.-сост. О. А. Коростелев, А. А. Холиков. М.: Изд-во «Дмитрий Сечин», Литфакт, 2018. С. 38-49.
- «Огорченные люди» в творчестве Н. В. Гоголя // Проблемы исторической поэтики. 2018. Т. 16. № 4. С. 29-114. DOI: 10.15393/j9.art.2018.5521.
- Новые датировки пятидесяти писем Н. В. Гоголя // Литературный факт. 2018. № 10. С. 393—427. DOI: 10.22455/2541-8297-2018-10-393-427.
- Неизвестная полемика Н. В. Гоголя о наследии М. Ю. Лермонтова // Светская и духовная словесность в России XVIII—XIX веков. Научное издание / Ред. М. И. Щербакова. Ин-т мировой литературы им. А. М. Горького РАН. М.: ИМЛИ РАН, 2018. С. 5-18.
- Славянофильство русское, польское и украинское: Н. В. Гоголь, А. Мицкевич и О. М. Бодянский // Гоголь и славянский мир. Шестнадцатые Гоголевские чтения. Сб. научных статей по материалам Междунар. науч. конф. Москва, 29 марта; Белград, 30 марта — 4 апреля 2016 г. / Департамент культуры г. Москвы; «Дом Гоголя — мемориальный музей и научная библиотека»; под общ. ред. В. П. Викуловой. М.; Новосибирск: Новосиб. изд. дом, 2017. С. 69-77.
- Путешествие в творчестве Гоголя // Гоголезнавчi студiï. Гоголеведческие студии / Нiжинський держ. ун-т iм. М. Гоголя; Iн-т лiтератури iм. Т. Г. Шевченка НАН України. Нiжин, 2017. Вып 6 (23). С. 24-60.
- Космополит или патриот? Концепция патриотизма в спорах с Гоголем и о Гоголе // Проблемы исторической поэтики. 2017. Т. 15. № 3. С. 35-69. DOI: 10.15393/j9.art.2017.4461.
- Провокация вымысла: Мистифицированная цитата Д. С. Мережковского как литературная реалия в изучении Н. В. Гоголя // Проблемы исторической поэтики. 2017. Т. 15. № 4. С. 7-21. DOI: 10.15393/j9.art.2017.4741.
- Самая патриотическая книга нашей словесности («Выбранные места из переписки с друзьями Николая Гоголя») // Актуальные вопросы изучения духовной и светской словесности / Ред. М. И. Щербакова. Ин-т мировой литературы им. А. М. Горького РАН. М.: ИПО «У Никитских ворот», 2017. С. 77-94.
- Сборник Н. В. Гоголя «Каноны и песни церковные» (обстоятельства и время составления) // Актуальные вопросы изучения духовной и светской словесности / Ред. М. И. Щербакова. РАН. Ин-т мировой литературы им. А. М. Горького. М.: ИПО «У Никитских ворот», 2017. С. 117—130.
- Блаженны миротворцы. От повести о двух Иванах к замыслу «Мертвых душ» // Вестник Московского университета. Серия 9: Филология. 2017. № 3. С. 7-18.
- Блаженны миротворцы. От повести о двух Иванах к замыслу «Мертвых душ» (продолжение) // Вестник Московского университета. Серия 9: Филология. 2017. № 4. С. 51-67.
- Гоголь о поэзии и схоластике. (К авторскому определению жанра «Мертвых душ») // Творчество Н. В. Гоголя и европейская культура. Пятнадцатые Гоголевские чтения. Сб. научных статей по материалам Междунар. науч. конф. Москва; Вена, 25-29 марта 2015 г. / Департамент культуры г. Москвы; ГБУК «Дом Гоголя — мемориальный музей и научная библиотека»; под общ. ред. В. П. Викуловой. М.; Новосибирск: Новосиб. изд. дом, 2016. С. 226—233.
- Узы небесного братства. Повесть Гоголя «Тарас Бульба» и её судьба // Н. В. Гоголь и Православие. Сб. статей о творчестве Н. В. Гоголя / Международный общественный Фонд единства православных народов; сост. В. А. Алексеев. М.: Издательский дом «К единству!», 2016. С. 119—208.
- Смысл игры в комедии Гоголя «Игроки» // Вестник славянских культур. 2016. № 2(40). С. 140—148.
- Почитание преподобного Серафима Саровского в ближайшем окружении Гоголя: Москва и Оптина Пустынь // Оптинский альманах. Введенский ставропигиальный мужской монастырь Оптина пустынь, 2016. Вып. 5. С. 86-93.
- Отеческое попечение: Император Николай I в судьбе Гоголя // Studia Litterarum. 2016. Т. 1. № 1-2. С. 269—277. DOI: 10.22455/ 2500-4247-2016-1-1-2-269-277.
- «Величественная ода». Гоголь о стихотворении Пушкина «К Н***» // Проблемы исторической поэтики. 2016. Вып. 14. С. 140—154. DOI: 10.15393/j9.art.2016.3521.
- «История государства Российского» в творческом наследии Гоголя // А. П. Сумароков и Н. М. Карамзин в литературном процессе России XVIII — первой трети XIX в. М.: ИМЛИ РАН, 2016. С. 141—183.
- Проблемы текстологии повести Н. В. Гоголя «Вий» // От истории текста к истории литературы. Научное издание / Отв. ред. М. И. Щербакова. М.: ИМЛИ РАН, 2015. С. 86-102.
- История в наследии Гоголя // Гоголезнавчi студiï. Гоголеведческие студии / Нiжинський держ. ун-т iм. М. Гоголя; Iн-т лiтератури iм. Т. Г. Шевченка НАН України. Нiжин, 2015. Вып. 5(22). С. 18-70.
- Гоголь в Ржеве в 1849 году: О неизвестной поездке писателя // Вестник славянских культур. 2015. № 4(38). С. 98-106.
- «С Гомером долго ты беседовал один». К истории интерпретации пушкинского стихотворения // Вестник Московского университета. Серия 9: Филология. 2015. № 5. С. 59-70.
- 1812 год в героях «Тараса Бульбы» и «Мертвых душ» // Вестник Литературного института. 2015. № 2. С. 37-41.